# Ernst Abbe
Ernst Abbe (Eisenach, 23. siječnja 1840. – Jena, 14. siječnja 1905.), njemački fizičar i socijalni reformator.
Znanstvenim radom u optici omogućio je procvat Zeissove tvrtke. Usavršio je mikroskop, konstruirao i dotjerao mnoge optičke instrumente: refraktometar, dalekozor s prizmama, objektive za fotokameru, daljinomjer i dr.
Zajedno s Ottom Schottom i Carlom Zeissom, postavio je temelje moderne optike. Bio je suvlasnik kompanije Carl Zeiss AG, njemačkog proizvođača istraživačkih mikroskopa, astronomskih teleskopa, planetarija, i drugih optičkih sustava.
Rođen je u skromnoj obitelji, a očev poslodavac mu je pomogao da se školuje. Sam Abbe je davao satove, da bi povećao svoje prihode. Studirao je na Sveučilištu Jena (1857. – 1859.) i Göttingen (1859. – 1861.) Doktorirao je 23. ožujka 1861.